# Acritarche
Clade
Synonymes
Hystrichospheres (pour partie)
Les acritarches sont des microfossiles à paroi organique, c’est-à-dire des palynomorphes, auxquels il n'est pas possible d'attribuer une affinité biologique avec certitude (on les regroupe dans les Biota incertae sedis).

## Étymologie
Le nom acritarche dérive du grec akritos, signifiant « incertain ou confus », et de arche, signifiant « origine », « ce qui est premier ». Le terme a été introduit pour la première fois par W.R. Evitt en 1963.

## Présentation
On pourrait caricaturer les acritarches comme étant tous les palynomorphes qui ont été laissés de côté dans les préparations palynologiques (lames qu'étudient au microscope les spécialistes en palynologie) après avoir réalisé toutes les autres identifications. Il est certain que différents organismes sont regroupés sous le terme acritarche, qui est donc un groupe polyphylétique. Certains sont probablement des kystes de dinoflagellés trop mal conservés pour être correctement identifiés, d'autres appartiennent sans aucun doute aux algues vertes et encore d'autres ressemblent fortement à certaines prasinophycées. Les acritarches sont connus depuis le Précambrien (les plus anciens connus sont datés de 1,87 milliard d'années), ils sont abondants au cours du Paléozoïque et puis régressent très fortement et disparaissent presque complètement par la suite.
La grande majorité des acritarches sont trouvés dans des sédiments de rivières et/ou associés à des organismes aquatiques. Par ailleurs d'après leur morphologie, leur distribution, et leur composition, la plupart des acritarches sont supposés être du phytoplancton et étaient donc à la base de la chaîne alimentaire de l'écosystème marin durant le Protérozoïque et le Paléozoïque.

## Liste des genres
Selon Paleobiology Database (site visité le 13 janvier 2023), le taxon comprend les genres suivants:
- Acanthodiacrodium
- Acanthorytidodiacrodium
- Acanthozonodiacrodium
- Angularia
- Appendisphaera
- Applanopsis
- Archaeodiscina
- Archaeofavosina
- Archaeohystrichosphaeridium
- Archaeoperisaccus
- Archaeopertusina
- Ascostomocystis
- Asperatopsophosphaera
- Asteridium
- Bacillidinium
- Bacisphaeridium
- Baltisphaeridium
- Brochopsophosphaera
- Buedingiisphaeridium
- Ceratocystidiopsis
- Chuaria
- Circulisporites
- Cirrifera
- Clavaticystis
- Codonia
- Codoniella
- Comasphaeridium
- Concentricystes
- Coronopsis
- Cristallinium
- Cyclodictyon
- Cyclopsiella
- Cymatiosphaera
- Cymatiosphaeroides
- Dasydiacrodium
- Dasyrytidodiacrodium
- Deunffia
- Dictyosphaeridium
- Dictyotidium
- Dimastigobolus
- Diplofusa
- Disphaeria
- Domasia
- Domasiella
- Epicephalopyxis
- Estiastra
- Eupoikilofusa
- Filisphaeridium
- Fromea
- Gemmuloides
- Gorgonisphaeridium
- Granomarginata
- Halodinium
- Halophoridia
- Heliosphaeridium
- Kildinella
- Korilophyton
- Korojonia
- Lacunalites
- Leiofusa
- Leiomarginata
- Leiominuscula
- Leiopsophosphaera
- Leiosphaera
- Leiosphaeridia
- Leiosphaeridium
- Limbicysta
- Lophodiacrodium
- Lophominuscula
- Lophorytidodiacrodium
- Lophosphaeridium
- Lophozonodiacrodium
- Lunulidia
- Lusatia
- Margominuscula
- Mecsekia
- Megasacculina
- Membranolimbus
- Membranosphaera
- Micrhystridium
- Microconcentrica
- Microforaminiferal
- Microrugosina
- Navifusa
- Nucellosphaeridium
- Nummus
- Ocalasphaera
- Odontothrix
- Ooidium
- Operculites
- Ophiobolus
- Orygmatosphaeridium
- Palaeobion
- Palaeocryptidium
- Palaeostomocystis
- Peteinosphaeridium
- Piperodinium
- Platycystidia
- Poikilofusa
- Polyedrosphaeridium
- Priscotheca
- Protoarchaeosacculina
- Protocridosphaeridium
- Protoleiosphaeridium
- Protosphaeridium
- Prototrematosphaeridium
- Pterocystidiopsis
- Pterospermopsimorpha
- Pterospermopsis
- Pterosphaeridia
- Quisquilites
- Recticystis
- Retisphaeridium
- Schismatosphaeridium
- Schizocystia
- Simia
- Simsangia
- Singraulipollenites
- Solisphaeridium
- Spicadinium
- Staplinium
- Stictosphaeridium
- Stylodiniopsis
- Symplassosphaeridium
- Synsphaeridium
- Tetrabrachiophora
- Trachydiacrodium
- Trachyhystrichosphaera
- Trachysphaeridium
- Trematosphaeridium
- Triangulopsis
- Trigonopyxidia
- Trigonopyxis
- Variomargosphaeridium
- Vavososphaeridium
- Veryhachium
- Wilsonastrum
- Zonooidium
- Zonosphaeridium

### Autres genres
- †Cheleutochroa Alfred R. Loeblich Jr & Helen Tappan, 1978
- †Coryphidium M. Vavrdová, 1972
- †Circulisporites De Jersey, 1962
- †Introvertocystis Mays & Stilwell, 2012
- †Pirea M. Vavrdová, 1972

La base de données Palynodata contient d'autres noms de genres, parmi lesquels:
- Catenochitina
- Caytonipollenites
- Cheleutochroa
- Circulisporites
- Clathroctenocystis
- Cleistosphaeridium
- Clonophycus
- Congoites
- Eisenackidium

## Publication originale
- (en) Evitt William R., 1963. A discussion and proposals concerning fossil dinoflagellates, hystrichospheres, and acritarchs, II. Proceedings of the National Academy of Sciences. 49 (3): 298–302, DOI 10.1073/pnas.49.3.298, PMID 16591055.